# Hạ Vinh
Hạ Vinh (tiếng Trung giản thể: 贺荣, bính âm Hán ngữ: Hè Róng, sinh tháng 10 năm 1962, người Hán) là nữ luật gia, chính trị gia nước Cộng hòa Nhân dân Trung Hoa. Bà là Ủy viên Ủy ban Trung ương Đảng Cộng sản Trung Quốc khóa XX, hiện là Bộ trưởng Bộ Tư pháp, Ủy viên Ủy ban Chính trị Pháp luật Trung ương. Bà từng là Phó Bí thư Đảng tổ, Phó Viện trưởng thường vụ Pháp viện Nhân dân Tối cao, Ủy viên Ủy ban Thẩm phán, Đại Pháp quan cấp 1, Ủy viên Ủy ban Kiểm tra Kỷ luật Trung ương Đảng khóa XIX; Phó Bí thư Tỉnh ủy, Hiệu trưởng Trường Đảng Tỉnh ủy Thiểm Tây; Thường vụ Tỉnh ủy, Bí thư Ủy ban Kiểm Kỷ, Chủ nhiệm Ủy ban Giám sát tỉnh Thiểm Tây.
Hạ Vinh là đảng viên Đảng Cộng sản Trung Quốc, học vị Cử nhân Pháp luật Kinh tế, Thạc sĩ Pháp luật Dân sự và Thương mại, Tiến sĩ Luật học chuyên ngành tố tụng. Bà có sự nghiệp phần lớn thời gian ở ngành tư pháp, từ xuất phát điểm ở pháp viện Bắc Kinh cho đến khi trở thành lãnh đạo pháp viện, rồi lãnh đạo ngành tư pháp Trung Quốc.

## Xuất thân và giáo dục
Hạ Vinh sinh tháng 10 năm 1962 tại huyện Lâm Ấp, thuộc địa cấp thị Đức Châu, tỉnh Sơn Đông, Cộng hòa Nhân dân Trung Hoa. Bà lớn lên và tốt nghiệp cao trung ở Lâm Ấp, thi đỗ Đại học Chính Pháp Trung Quốc (Pháp Đại), tới thủ đô Bắc Kinh nhập học Khoa Pháp luật của trường từ tháng 9 năm 1980, tốt nghiệp Cử nhân chuyên ngành Pháp luật Kinh tế vào tháng 7 năm 1984. Tại trường Chính Pháp, bà cũng được kết nạp Đảng Cộng sản Trung Quốc vào tháng 6 năm 1984, ngay trước khi tốt nghiệp. Tháng 9 năm 1995, bà thi đỗ chương trình đào tại của Viện Nghiên cứu sinh, Trường Đảng Trung ương Đảng Cộng sản Trung Quốc, theo học tại chức nghiên cứu sinh pháp luật cho đến tháng 1 năm 1998. Tháng 9 năm 2002, Hạ Vinh sang Sydney, Úc, tham gia nghiên cứu dưới dạng tại chức ở Viện Pháp luật của Đại học Công nghệ Sydney, nhận bằng Thạc sĩ Dân sự và Thương mại vào tháng 7 năm 2004. Cũng trong năm này, bà trở lại trường Pháp Đại, là nghiên cứu sinh chuyên ngành pháp luật về tố tụng, rồi trở thành Tiến sĩ Luật học vào tháng 6 năm 2006 sau khi bảo vệ thành công luận án đề tài "Nghiên cứu cơ chế giải quyết tranh chấp hành chính" (行政纠纷解决机制研究).
Bên cạnh việc học tập chuyên ngành pháp luật, Hạ Vinh tham gia các khóa đào tạo chính trị gồm khóa tiến tu cán bộ cấp sảnh từ tháng 9 năm 2006 đến tháng 1 năm 2007; khóa bồi dưỡng một lớp cán bộ trung, thanh niên giai đoạn tháng 3–7 năm 2010, đều tại Trường Đảng Trung ương Đảng Cộng sản Trung Quốc.

## Sự nghiệp

### Pháp viện cơ sở
Tháng 8 năm 1984, sau khi tốt nghiệp trường Pháp Đại, Hạ Vinh bắt đầu sự nghiệp của mình khi được Pháp viện Nhân dân Cấp cao thành phố Bắc Kinh (Pháp viện Bắc Kinh) tuyển dụng làm Thư ký viên của Phòng nghiên cứu thuộc Tòa Hình sự thứ nhất (刑一庭, Đình Hình sự thứ nhất). Bà công tác cương vị này tròn 10 năm 1984–94, được thăng chức làm Trợ lý Thẩm phán năm 1993 rồi chính thức làm Thẩm phán, Phó Chủ nhiệm Phòng nghiên cứu của Pháp viện Bắc Kinh từ tháng 7 năm 1994. Tháng 6 năm 1998, bà là Chủ nhiệm Phòng nghiên cứu, Ủy viên Ủy ban Thẩm phán Pháp viện Bắc Kinh, tiếp tục thăng chức là Thành viên Đảng tổ, Phó Viện trưởng Pháp viện Bắc Kinh từ tháng 7 năm 2001. Bà giữ chức vụ này cho đến năm 2007, từng được điều chuyển sang khối chính quyền nhậm chức Phó Quận trưởng Chính phủ Nhân dân quận Triều Dương, Bắc Kinh tròn 1 năm 2005–06. Tháng 5 năm 2007, Hạ Vinh được bổ nhiệm làm Viện trưởng Pháp viện Nhân dân Trung cấp thứ hai Bắc Kinh, là Bí thư Đảng tổ ở cơ quan này, cấp chính cục, công tác ở đây 3 năm rồi quay trở lại là Phó Bí thư Đảng tổ, Phó Viện trưởng Pháp viện Bắc Kinh từ tháng 2 năm 2010.

### Lãnh đạo cấp cao
Tháng 12 năm 2011, Hạ Vinh được điều tới trung ương, được bổ nhiệm làm Ủy viên chuyên chức cấp phó bộ trưởng của Ủy ban Thẩm phán Pháp viện Nhân dân Tối cao (Pháp viện tối cao), sau đó là Thành viên Đảng tổ từ tháng 9 năm 2013 rồi nhậm chức Phó Viện trưởng Pháp viện tối cao từ tháng 10 cùng năm. Tháng 3 năm 2017, bà được điều chuyển tới tỉnh Thiểm Tây, vào Ban Thường vụ Tỉnh ủy, được bầu làm Bí thư Ủy ban Kiểm tra Kỷ luật Tỉnh ủy Thiểm Tây. Đây là lần đầu tiên bà hoàn toàn công tác ở khối cơ quan mới ngoài tư pháp, khác mới chương trình 1 năm kiêm nhiệm Phó Quận trưởng Triều Dương ở Bắc Kinh. Tháng 10 cùng năm, tại Đại hội Đảng Cộng sản Trung Quốc lần thứ XIX, bà là đại biểu được bầu làm Ủy viên Thường vụ Ủy ban Kiểm tra Kỷ luật Trung ương Đảng Cộng sản Trung Quốc. Sang năm 2018, bà kiêm nhiệm là Chủ nhiệm Ủy ban Giám sát tỉnh Thiểm Tây trong 2 tháng đầu năm, rồi chuyển hoàn toàn về Tỉnh ủy làm Phó Bí thư chuyên chức, Hiệu trưởng Trường Đảng Tỉnh ủy Thiểm Tây kiêm Phó Viện trưởng thứ nhất Học viện Cán bộ Diên An Trung Quốc, đồng thời là Phó Lý sự trưởng của học viện. Bà cũng ứng cử và trúng cử đại biểu của Đại hội đại biểu Nhân dân toàn quốc khóa XIII từ Thiểm Tây vào ngày 28 tháng 2 năm 2018.
Tháng 4 năm 2020, Hạ Vinh được điều trở lại Pháp viện tối cao, giữ chức Phó Bí thư Đảng tổ, Phó Viện trưởng thường vụ cấp bộ trưởng, là Ủy viên Ủy ban Thẩm phán và được thăng chức danh là Đại Pháp quan cấp 1 (一级大法官) từ ngày 29 tháng 4 cùng năm. Bà là đại biểu khối trung ương tham gia Đại hội Đảng Cộng sản Trung Quốc lần thứ XX. Trong quá trình bầu cử tại đại hội, bà được bầu là Ủy viên Ủy ban Trung ương Đảng Cộng sản Trung Quốc khóa XX. Tháng 2 năm 2023, bà được chỉ định làm Ủy viên Ủy ban Chính trị Pháp luật Trung ương Đảng Cộng sản Trung Quốc, sau đó đến ngày 24 thì được phê chuẩn làm Bộ trưởng Bộ Tư pháp, kế nhiệm Đường Nhất Quân, sau đó được miễn nhiệm các chức vụ tại Pháp viện Nhân dân Tối cao.

## Công trình
Trong sự nghiệp của mình, Hạ Vinh là chủ biên của nhiều công trình nghiên cứu pháp luật, trong đó có:
- Hạ Vinh (2004). 《国际贸易行政案件审判研究》. Bắc Kinh: Pháp luật. ISBN 978-7-51970-246-5.
- Hạ Vinh (2006). 《行政争议解决机制研究》. Bắc Kinh: Đại học Chính Pháp. ISBN 978-7-30009-786-2.
- Hạ Vinh (2007). 《审判前沿》. Bắc Kinh: Pháp luật. ISBN 978-7-50366-740-4.